# Doryopteris hybrida
Doryopteris hybrida är en kantbräkenväxtart som beskrevs av Alexander Curt Brade och Rosenst. Doryopteris hybrida ingår i släktet Doryopteris och familjen Pteridaceae. Inga underarter finns listade.